# Albrecht von Haller
Albrecht von Haller, född den 12 oktober 1708 i Bern, död där den 16 december 1777, var en schweizisk botanist, anatom, fysiolog, läkare och skald, under en stor del av sitt liv verksam i Tysk-romerska riket. Han var farfar till Karl Ludwig von Haller. Auktorsnamnet Haller kan användas för Albrecht von Haller i samband med ett vetenskapligt namn inom botaniken; se Wikipediaartiklar som länkar till auktorsnamnet.
von Haller blev student vid Tübingens universitet 1723, studerade från 1725 vid Universitetet i Leiden (medicine doktorsexeamen under Herman Boerhaave), Paris, London och Basel samt praktiserade sedan 1729 i Bern som läkare och var från 1735 bibliotekarie vid stadsbiblioteket. År 1736 blev han professor i medicin, anatomi, botanik och kirurgi vid Göttingens universitet, anlade han där botanisk trädgård, inrättade en anatomisk teater och utarbetade planen till den kungliga vetenskapssocieteten, vars ständige president han blev. 
von Haller blev geheimeråd, statsråd (1751) och livmedikus samt adlades av kejsar Frans I (1751). Han var ledamot bland annat av Uppsala vetenskapssocietet och av svenska Vetenskapsakademien. År 1753 slog han sig ned i sin födelsestad och utvecklade där lika stor verksamhet som i Göttingen. Han förbättrade saltverken i Bex och Aigle, medlade 1764 i gränsstriderna mellan kantonerna Bern och Valais. Han ordnade 1767 de kyrkliga förhållandena i Vaud. 
von Haller var kanske 1700-talets mest framstående anatom och fysiolog. Inom botaniken uppställde han grunddragen till ett "naturligt system", som dock inte fick något större genomslag, vilket troligen var orsaken till hans skoningslösa kritik av Linnés arbeten. Som skald var von Haller en av förklassikerna, och bidrog till tyska poesins utveckling. Hans stora boksamling inköptes av kejsar Josef II och införlivades med biblioteket i Milano.

## Eftermäle
År 1908 restes ett minnesmärke över von Haller i Bern.
Asteroiden 1308 Halleria är uppkallad efter honom.

## Bibliografi (i urval)

Elementa physiologiae corporis humani VIII